# فاجعه‌های مرگبار در دورهٔ جمهوری اسلامی ایران
فاجعه‌های مرگبار در دورهٔ جمهوری اسلامی ایران از آغاز نظام جمهوری اسلامی در ۱۳۵۸ تاکنون دست‌کم، بیست‌وسه فاجعه بزرگِ «ساخت انسان»، به تلفات چشمگیر در ایران انجامیده است؛ از انفجار پالایشگاه‌ها و ریزش سازه‌های شهری گرفته تا سقوط هواپیما و آتش‌سوزی مراکز درمانی و نهادهای رسمی. در اغلب گزارش‌ها، ترکیبی از نقص فنی، فرسودگی تجهیزات و سوءمدیریت را علت اصلی دانسته‌اند. با وجود تشکیل کمیته‌های حقیقت‌یاب و وعدهٔ اصلاح، چرخهٔ تکرار بحران متوقف نشد و حوادث مشابه، در دولت‌های گوناگون تکرار گردید.

## انفجار تأسیسات نفتی آبادان
در ۳۱ شهریور ۱۳۵۹، تنها یک روز پس از آغاز جنگ، نخستین بمب‌های عراقی بر مخازن جنوبی پالایشگاه آبادان فرود آمدند؛ یکی از بمب‌ها به مخزن ال.پی.جی. اصابت کرد و انفجار خط بنزینِ مجاور آن، شعله‌ای مهیب آفرید. درحالی‌که سامانهٔ فومِ مخزن ۴ ۱ -E از کار افتاده بود و کارکنان هیچ سرپناه ایمنی نداشتند، آتش، بی‌امان گسترش یافت. ستاد جنگ، با اعزام چهل گروه اطفای‌حریق از تهران و شهرهای اطراف، سرانجام پس از چهل‌وهشت ساعت، زبانه‌های آتش را خاموش کرد؛ اما این حادثه، ۷۳ کشته و ۱۲۰ زخمی برجای گذاشت و صادرات نفت کشور را در مهر ۵۹، در حدود یک‌سوم کاهش داد.

## انفجار پالایشگاه آبادان
در بامداد ۲۹ بهمن ۱۳۶۲، واحد تقطیر F-۱۳ که قلب عملیات پالایش نفت خام سبک در پالایشگاه آبادان است، با نشت گاز سمی H₂S در بخش «فلاش‌درام» روبه‌رو شد. اپراتورها در طی سه روز پیاپی هشدار داده بودند، اما در اوج جنگ و کمبود سوخت، اجازهٔ خاموشی صادر نشد. جرقه‌ای که در الکتروموتور پمپ سیرکولاسیون یک شعله آبی‌رنگ ایجاد کرد، ظرف مدت ۴۵ ثانیه، برج تقطیر را به آتش کشید و دمای آتش به ۹۰۰ درجهٔ سانتی‌گراد رسید.
آتش ابتدا به مشعل اضطراری کشیده شد و سپس خطوط بنزین و نفت را درگیر کرد. دود غلیظ آن، تا فاصله ۶۰ کیلومتری قابل رؤیت بود و فرماندار ناچار شد که دو محلهٔ جنوبی شهر را تخلیه کند. سامانهٔ فومِ مخزن‌های اطراف از کار افتاده بود و تیم شیفتِ شب، به‌دلیل کمبود «پناهگاه انفجار»، در فضای باز گرفتار شد. سرانجام، با اعزام ۴۰ گروه اطفای حریق مشترک از پالایشگاه تهران و شرکت نفت فلات، حریق پس از ۴۸ ساعت مهار گردید.
کمیتهٔ حقیقت‌یابی وزارت نفت، در گزارش خود «بی‌اعتنایی مدیریت به هشدارهای ایمنی» و «کمبود طرح تداوم عملیات در شرایط جنگی» را عامل اصلی دانست و مدیر بهره‌برداری را به‌طور کتبی توبیخ کرد. این حادثه، ۲۷ کشته و ۹۸ زخمی برجای گذاشت. انتشار گوگرد و دود، تا یک هفته شاخص کیفیت هوا را در حد «خطرناک» نگه داشت و پالایشگاه، با تعطیلی دوهفته‌ای خود، تولید روزانهٔ بنزین کشور را ۱۲ درصد کاهش داد.

## عملیات «کربلای ۴»
عملیات کربلای ۴ در دی‌ماه ۱۳۶۵، با هدف عبور از اروندرود و دستیابی به شهر بصره توسط سپاه پاسداران آغاز شد، اما با توجه به لو رفتن طرح عملیات و آمادگی کامل ارتش عراق، این عملیات با شکست سنگینی روبرو گردید. نیروهای ایرانی، به‌ویژه غواصان که در تاریکی شب قصد عبور مخفیانه را داشتند، با نورافشانی و آتش شدید دشمن غافلگیر شدند و تلفات بسیار سنگینی را متحمل شدند؛ گزارش‌ها از کشته شدن بین ۱۰۰۰ تا ۴۰۰۰ نفر حکایت دارند. سال‌ها بعد با کشف پیکرهای ۱۷۵ غواص با دستان بسته، به یکی از نمادهای مظلومیت آن عملیات تبدیل شد. عملیات کربلای ۴، بعدها مورد انتقاد قرار گرفت، به‌ویژه پس از افشا شدن این‌که برخی از فرماندهان از احتمال شکست مطلع بودند، اما در هر حال، تصمیم به اجرای آن گرفتند. این عملیات، اکنون به‌عنوان یکی از تلخ‌ترین و پرابهام‌ترین وقایع دوران جنگ شناخته می‌شوند.

## سقوط هواپیمای ایلیوشین Il-76 سپاه
در ۳۰ بهمن ۱۳۸۱ و در ساعت ۱۹:۰۵، هواپیمای ترابری Il-76TD به شماره «۱۵۳۳»، با ۲۷۵ سرنشین (۲۵۷ پاسدار و ۱۸ خدمه)، فرودگاه کرمان را به‌سوی تهران ترک کرد. در ارتفاع ۲۹ هزار پایی، یخ‌زدگی شدیدی بر لبه‌های بال هواپیما شکل گرفت؛ سامانهٔ یخ‌زدایی بالنوماتیک هواپیما، از پیش و به‌دلیل کمبود قطعاتِ ناشی از تحریم، غیرفعال بود. خلبان که با هشدار افت رانش موتور هواپیما روبه‌رو شد، کوشید که بمنظور فرود اضطراری گردش کند، اما در ساعت ۱۹:۴۲ دقیقه، هواپیما به دامنهٔ کوه سیرچ اصابت کرد و مخازن مملو از نفت، شعله‌ور شدند.
هیئت بررسی سانحهٔ نیروی هوافضای سپاه، در گزارش ۱۳۸۲ خود اعلام کرد که «فرسودگی ناوگان، نقص سیستم یخ‌زدایی و آموزش ناکافی خدمه در شرایط یخ‌زدگی»، علل مستقیم سانحه بوده‌اند. دادگاه نظامی کرمان، پرونده را «خطای غیرعمد» تشخیص داد؛ فرمانده هوافضای سپاه برکنار شد، اما بعلت استمرار تحریم‌ها، ناوگان Il-76، فقط با کانابالیزه کردن قطعات، پرواز خود را ادامه داد.
۱. این رویداد، مرگبارترین حادثهٔ هوایی تاریخ ایران شناخته شد: در این حادثه ۲۷۵ نفر جان باختند.
۲. مجلس هشتم، طرح «نوسازی ناوگان نظامی» را تصویب کرد، ولی کمبود بودجه و تحریم‌ها، مانع از اجرای کامل آن شد. خانواده‌های قربانیان تا سال ۱۳۸۵، برای دریافت دیه کامل به مراجع قضایی رفت‌وآمد می‌کردند؛ در نهایت، صندوق تعاون سپاه، غرامتی معادل ۴۵ میلیون دلار بآنها پرداخت.

## انفجار قطار نیشابور

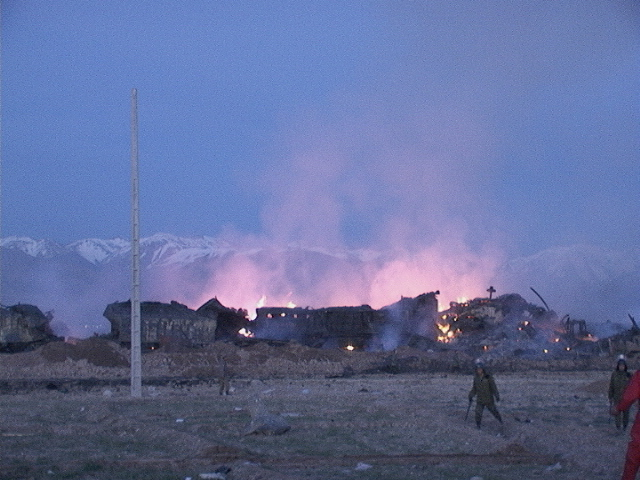
آتش گرفتن قطار در ایستگاه خیام پس از حادثه

۲۹ بهمن ۱۳۸۲ – در بامداد ۲۹ بهمن ۱۳۸۲، ۵۱ واگن باری حامل نیترات آمونیوم، گوگرد، پنبه و نفت که بدون لکوموتیو در ایستگاه ابومسلم رها شده بودند، در شیب خط آهن، به سمت ایستگاه ریژدِر راه افتادند. در ساعت ۴:۴۰، واگن‌ها با قطار متوقف‌شده‌ای برخورد کردند و تصادم ناشی از این سانحه، جرقه‌ای ایجاد کرد. مأموران آتش‌نشانی، با گمان باینکه بار قطار «بی‌خطر» است، با تجهیزات سبک وارد صحنه شدند. در ساعت ۹:۳۷، گرمای ایجاد شده در محل حادثه، باعث انفجار عظیمی شد که قدرت آن معادل ۱۸۰ تن TNT برآورد گردید. موج انفجار، گودالی به عمق ۱۵ متر و قطر ۶۰ متر بر جای گذاشت و صدای آن تا شعاع ۷۰ کیلومتری شنیده شد. کمیتهٔ حقیقت‌یابی وزارت راه، اعلام کرد که قلاب‌های ترمز دستی قطار نصب نشده بودند و ضمناً، دستور تخلیهٔ روستاهای مجاور هم دیر ابلاغ شد. در این حادثه، دست‌کم ۳۰۰ نفر، از جمله بیش از ۲۰ آتش‌نشان، جان باختند و ۴۶۵ نفر زخمی شدند؛ ۱۸ روستا کاملاً ویران گردید و خسارت زیرساخت ریلها، حدود ۱۲ میلیون دلار برآورد شد. استعفای مدیرعامل راه‌آهن پذیرفته شد و دولت ۲۰ میلیارد تومان برای بازسازی تخصیص داد، اما دادگاه، کارکنان مسئول را به جریمه‌های تعلیقی بسنده کرد. این حادثه موجب شد که دستورالعمل‌های «نصب اجباری قلاب ترمز» و «طبقه‌بندی مواد خطرناک»، در راه‌آهن کشور الزامی شود.

## آتش‌سوزی مسجد ارگ تهران
در شامگاه ۲۶ بهمن ۱۳۸۳، شبستان اصلی مسجد ارگ در بازار تهران، مملوّ از عزاداران ماه محرم بود. در حوالی ساعت ۱۸:۴۵، شعلهٔ یکی از شمع‌های عزاداری، به سقفی از برزنت آغشته به پارافین برخورد کرد؛ پارافین در دم ذوب و مشتعل شد و ظرف کمتر از دو دقیقه، سقف ۸۰۰ متری بنا فرو ریخت و آتش و پارافین گداخته، بر سر نمازگزاران بارید. نبودن راهِ خروج اضطراری و خاموش بودن سیستم اعلام حریق، موجب شد که بیشتر حاضران، در تاریکی و ازدحام گرفتار شوند. خودروهای اطفای حریق، شش دقیقه بعد به محل رسیدند، ولی کوچه‌های باریک بازار، سرعت عملیات را کاست و آتش تا ساعت ۱۹:۳۰ ادامه داشت. 
در نهایت، این حادثه ۷۸ کشته و ۲۲ زخمی بر جای گذاشت. دادستان تهران، هیئت امنای مسجد را تعلیق و شهرداری را ملزم به پرداخت دیه دانست؛ اضافه بر این، وزارت کشور، آیین‌نامهٔ ایمنی مساجد و تکایا را تدوین کرد که نصب سامانهٔ اعلام حریق و ایجاد دست‌کم یک راه خروج اضطراری را الزامی می‌سازد.

## سقوط فوکر -۵۰ «آسمان»
در ۲۱ تیر ۱۳۸۴ پرواز شمارهٔ ۶۵۶۰ شرکت هواپیمایی آسمان، ساعت ۷:۱۵ از اصفهان عازم فرودگاه خرم‌آباد شد. در ارتفاع ۹۰۰۰ پایی، پمپ اصلی سوختِ موتور راست هواپیما از کار افتاد؛ فشار سوخت افت کرد و موتور پس از دو جرقه خاموش شد. خلبان با اتکا به موتور سمت چپ، تلاش کرد دورِ نهایی باند را تکمیل کند، اما باد تند «دُم‌کوهی» سیاه‌کوه، مسیر هواپیما را به‌سمت شرق منحرف کرد. هنگامی که سرعت هواپیما افت کرد و رانش آن کافی نبود، بدنه هواپیما در برخورد با قلهٔ ۲۲۰۰ متری، از هم گسست و به سه قسمت تقسیم شد.
گزارش نهایی سازمان هواپیمایی کشوری (خرداد ۱۳۸۵)، نشان داد که پمپ سوخت می‌بایست سه ماه پیش، مطابق با بولتن سازنده تعویض می‌شد، اما به‌دلیل کمبود قطعات و فشار زمان‌بندی پروازها، به تعویق افتاد. خلبان نیز در دو پرواز قبلی، صدای غیرمعمولی پمپ را در دفترچه فنی ثبت کرده بود، ولی هیچ اقدام فوری در این مورد صورت نگرفت. پس از این سانحه، سازمان هواپیمایی، ناوگان فوکر-۵۰ را بمدت ۴۵ روز زمین‌گیر کرد و شرکت آسمان، ملزم به تعویض همهٔ پمپ‌ها و فیلترهای سوخت شد.
در این حادثه ۴۶ تن جان باختند. بیمهٔ بدنهٔ هواپیما تنها ۵٫۲ میلیون دلار و دیهٔ مسافران تا سقف پرداخت دولتی پوشش پیدا کرد؛ مبلغی که خانواده‌ها آن را ناکافی دانستند و موجی از انتقاد، علیه سقف تعیین شده این دیهٔ را به راه انداخت. در پی فشار افکار عمومی، مجلس در ۱۳۸۶، قانون بیمهٔ اجباری را اصلاح و سقف دیهٔ هوایی را ۸٫۱ برابر افزایش داد و همهٔ شرکت‌های هواپیمایی، موظف به خرید بیمهٔ خارجی تکمیلی شدند.

## سقوط هواپیمای سی‑۱۳۰ خبرنگاران
۱۵ آذر ۱۳۸۴ – در ساعت ۱۲:۱۰ ظهر ۱۵ آذر، هواپیمای ترابری سی‑۱۳۰E نیروی هوایی (شمارهٔ ۵‑۸۵۱۰)، با ۹۲ سرنشین نظامی و ۳۲ خبرنگار، برای پوشش رزمایش چاهبهار از فرودگاه مهرآباد برخاست. سه دقیقه پس از بلند شدن هواپیما، تیغهٔ کمپرسور موتور شمارهٔ ۳ شکست؛ لرزش شدید پره، سامانهٔ روغن را از کار انداخت و موتور آتش گرفت. خلبان، مجوز فرود اضطراری روی باند ۲۹ چپ را دریافت کرد اما در گردش نهایی، به‌دلیل اضافه‌وزن ۳٫۲ تنی و از دست‌رفتن رانش کافی، هواپیما در ساعت ۱۲:۳۵، بر بلوک ۹ شهرک نیروی هوایی (خیابان پروین اطلسی) سقوط کرد.
در این برخورد، سه طبقه از یک ساختمان مسکونی فروریخت و انفجار ۲۴ هزار لیتر سوخت هواپیما، محوطه را به آتش کشید. گزارش ستاد کل، «فرسودگی ۴۵سالهٔ بدنه، نگهداری ناقص موتور و بارگیری بیش از حد» را علل اصلی حادثه دانست. دادگاه نظامی تهران، برای دو مهندس فنی و مسئول بار، احکام تعلیقی صادر کرد ولی هیچ‌کس زندانی نشد. پس از اعتراض رسانه‌ها، سازمان هواپیمایی، «آیین‌نامهٔ پرواز رسانه‌ای» را بازنگری و سقف سنی ۳۰ سال برای هواپیماهای حامل خبرنگاران وضع کرد. این سانحه ۱۲۸ کشته از بین ۹۴ سرنشین و ۳۴ ساکن ساختمان و ۱۳۲ مجروح برجای گذاشت؛ خسارت مستقیم آن، ۱۸ میلیون دلار برآورد شد.

## سقوط توپولوف ۷۹۰۸ کاسپین
۲۴ تیر ۱۳۸۸ - پرواز ۷۹۰۸ شرکت هواپیمایی کاسپین، در ساعت ۱۱:۳۳ از باند ۲۹ چپ فرودگاه امام خمینی به مقصد ایروان برخاست. در دقیقهٔ سیزدهم پرواز و در ارتفاع ۳۲ هزار پائی، پرهٔ فن موتور چپ (D‑30KU) بر اثر خستگی فلز شکسته شد؛ قطعهٔ شکسته مخزن سوخت بال را شکافت و آتش فوراً سیستم هیدرولیک و برق را از کار انداخت. خلبان درخواست بازگشت اضطراری کرد، ولی نقص کنترل در سطوح پرواز مانع این امر شد و هواپیما در ساعت ۱۱:۵۲، در حوالی روستای جنت‌آباد قزوین، با سرعت ۵۴۰ کیلومتر در ساعت به زمین اصابت کرد و متلاشی شد.
گزارش سازمان هواپیمایی (۱۳۹۰)، «فرسودگی موتور به‌علت عدم تعویضهای کلی برطبق توصیهٔ سازنده» و «تأخیر در نوسازی ناوگان توپولوف ۱۵۴» را علت اصلی اعلام کرد. پس از این حادثه، وزارت راه، پرواز کلیهٔ هواپیماهای توپولوف ۱۵۴ را تعلیق و سه ماه بعد ثبت این نوع هواپیما را لغو کرد.
این سانحه، ۱۶۸ کشته (۱۵۳ مسافر و ۱۵ خدمه) برجای گذاشت و به تصویب «قانون منع خرید هواپیمای بالای ۱۵ سال» در مجلس نهم انجامید. شرکت‌های هواپیمایی موظف شدند، «اورهال» موتورهای توربوفن را فقط در مراکز مورد تأیید روسیه انجام دهند. دولت یک غرامت ۱۵۰ هزار دلاری برای هر قربانی تعیین کرد، اگرچه برخی از خانواده‌ها تا سال‌ها، پیگیر دریافت کامل خسارت خود بودند.

## انفجار پادگان امام‌علی خرم‌آباد
۲۰ مهر ۱۳۸۹ – اندکی پس از ساعت ۲۱ شب بیستم مهر، در کارگاه تعمیر مهماتِ پادگان توپخانهٔ امام‌علی، واقع در حاشیهٔ غربی خرم‌آباد، جرقه ای بر روی باروت مرطوبِ باقی‌مانده بر روی کف زمین افتاد. شعله به محوطه مجاورِ گلوله‌های ۱۵۵ میلی‌متری سرایت کرد و در کمتر از هشت دقیقه، نخستین انفجار اصلی رخ داد؛ دیوار حفاظتی بین کارگاه و انبار هرگز ساخته نشده بود و سامانهٔ ضدجرقه نیز به‌دلیل کمبود قطعات، از کار افتاده بود. موج انفجار، پنجره‌های خانه‌های مسکونی تا شعاع دو کیلومتر را شکست و صدای مهیب آن، تا شهر بروجرد شنیده شد.
گزارش محرمانهٔ سپاه که دو هفته بعد به کمیسیون امنیت ملی مجلس تحویل شد، «خرابی دو کلید قطعِ برق اضطراری، نبودن تهویهٔ فشار منفی و نگه‌داری مهمات دارای تاریخ‌گذشته» را، سه حلقهٔ اصلی زنجیرهٔ حادثه معرفی کرد. با وجود کشته‌شدن ۱۸ سرباز و کارمند فنی و زخمی‌شدن ۱۴ نفر دیگر، پرونده رسماً به دادسرای نظامی ارجاع نشد؛ تنها مدیر پشتیبانی لجستیکی مورد توبیخ کتبی قرار گرفت و سپس جابه‌جا شد.
برآورد اولیهٔ قرارگاه خاتم، خسارت وارده به تأسیسات و مهمات را، ۲۸ میلیارد تومان اعلام کرد؛ نزدیک به دو هزار گلولهٔ توپخانه و سه کامیون تدارکاتی کاملاً منهدم شدند. تا یک ماه پس از این حادثه، ساکنان محلی، از بوی باروت و فلز سوخته در شب‌ها شکایت داشتند و استاندار لرستان ناچار شد که کمیتهٔ پالایش آلودگی هوا تشکیل دهد. این انفجار، وزارت دفاع را وادار کرد که دستورالعمل «استانداردسازی زاغه‌ها و نصب دیوار حائل» را برای همهٔ یگان‌های توپخانه، تا پایان ۱۳۹۱ ابلاغ کند؛ بازرسی سال ۱۳۹۳ نشان داد که فقط ۶۰ درصد از پایگاه‌ها، این استانداردها را به‌طور کامل اجرا کرده‌اند.

## انفجار دوم انبار بیدگنه
۲۱ آبان ۱۳۹۰ – در ظهر شنبه ۲۱ آبان ۱۳۹۰، در پایگاه موشکی شهید مُدرّسِ بیدگنه، تیم فنی سپاه، در هنگام سوخت‌گیری زمینی یک موشک شهاب-۳، بدون اتصال الکتریکی بزمین، با بار الکتریسیتهٔ ساکن روی بدنه موشک روبرو شد؛ جرقه‌ای در محفظهٔ اکسیدکننده افتاد و پس از ۴۵ ثانیه، انفجار اولیه روی داد. محل مجاورِ کلاهک‌های جنگی نیز شعله‌ور شد و باعث موج انفجاری شد که تا غرب تهران احساس گردید و یک ابر قارچی ۳۰۰ متری بر فراز ملارد به هوا فرستاد. گزارش محرمانهٔ شورای عالی امنیت ملی، سه خطای کلیدی را برشمرد: عدم اتصال ارت (زمین)، انجام آزمایش در اوج گرمای ظهر و نبود دیوار انفجاری بین مخازن سوخت و کلاهکهای جنگی. در نتیجه، ۱۷ نفر، از جمله سردار حسن تهرانی‌مقدم، معمار برنامهٔ موشکی سپاه، جان باختند و ۱۵ نفر زخمی شدند؛ دو آشیانهٔ بتنی و خط تست سوخت سرد نابود و توسعهٔ موتورهای سوخت جامد، شش ماه متوقف شد. انتقال مجروحان به‌دلیل ملاحظات امنیتی، بمدت ۴۰ دقیقه به تأخیر افتاد. با وجود دامنهٔ خسارت (برآورد ۱۲۰ میلیارد تومان)، پرونده به دادسرای نظامی ارجاع نشد و ستاد کل، صرفاً آن را «خطای رویه» نامید. پس از این حادثه، مقرر شد که سوخت‌گیری موشک‌ها فقط در محوطهٔ روباز و با کابل ارت (زمین) خودکار انجام شود.

## آتش‌سوزی مدرسهٔ شین‌آباد
۱۵ آذر ۱۳۹۱ – در ۱۵ آذر ۱۳۹۱، در دبستان دخترانهٔ روستای شین‌آباد پیرانشهر، کلاسِ سوم این دبستان با ۲۹ دانش‌آموز، در حال برگزاری بود که بخاری نفتی والورِ قدیمی کلاس، با صدای «پووف» آتش گرفت؛ معلم کوشید که با استفاده از یک بطری پلاستیکی، رسیدن نفت به دستگاه را قطع کند، اما شراره نفت، سرازیر شد و یک انفجارِ آنی، کلاس را به جهنم تبدیل کرد. پنجره‌ها حفاظ فلزی داشتند و خروج اضطراری وجود نداشت؛ بیشتر دختران از یک خروجی باریک فرار کردند و لباس‌های پشمی‌شان شعله‌ور شد. دو دانش‌آموز بنامهای سیران یگانه و سرور موسوی، بر اثر سوختگی درجهٔ سه، در بیمارستان تبریز جان باختند و ۲۷ نفر دیگر، با سوختگی‌های بین ۳۰ تا ۷۵ درصد، سال‌ها زیر عمل جراحی ترمیمی قرار گرفتند. گزارش کمیتهٔ آموزش مجلس، «گرمایش غیراستاندارد و نبود خاموش‌کننده و وجود حفاظ‌های فلزی» را سه عامل اصلی بروز این حادثه شناخت. دولت وعده داد که ۱۴۵ هزار بخاری نفتی مدارس را با سامانهٔ حرارت مرکزی جایگزین کند، اما تا پایان ۱۳۹۶، تنها در حدود ۲۵ درصد این وعده اجرا شد. خانواده‌ها از «دریافت قطره‌چکانی دیه و هزینه‌های درمان خارج از کشور» گلایه داشتند و بر طبق حکم نهایی دادگاه، پرداخت غرامت ۱٫۲ میلیارد تومانی، به بودجهٔ وزارت آموزش و پرورش محول گردید.

## برخورد دو قطار در ایستگاه هفت‌خوان
۵ آذر ۱۳۹۵ – در ۵ آذر ۱۳۹۵، ساعت ۷:۲۲ صبح، قطار مسافری تبریز–مشهد، به دلیل نقص ترمز، در ایستگاه هفت‌خوان و در محور سمنان–دامغان متوقف شد که به اتاق کنترل مرکزی (CTC) نیز گزارش شد. هفت دقیقه بعد، اپراتور سیستم CTC، به‌طور اشتباهی، به لکوموتیوران قطار سمنان–مشهد که در بلاک عقبی قرار داشت، اجازهٔ ادامهٔ حرکت داد؛ در همان لحظه ارتباط رادیویی قطع شد و قطار دوم، با سرعت ۱۳۲ کیلومتر در ساعت، از پشت به واگن‌های متوقف‌شده برخورد کرد. این برخورد، چهار واگن انتهایی قطار تبریز را از ریل خارج کرد و پنجره‌ها را شکست؛ در سرمای منهای ۶ درجه، نفت چراغ‌های گرمایشی واگن‌ها نشت کرد و آتش‌سوزی بزرگی پدیدآورد.
عملیات امداد دشوار بود: جادهٔ فرعی یخ‌زده بود و نبود راه، برای دسترسی ماشین‌های آتش‌نشانی، باعث شد که نخستین جرثقیل راه‌آهن، دو ساعت بعد برسد تا هلیکوپترهای اورژانس، ۲۳ مصدوم سوختگی را به سمنان منتقل کنند. گزارش کمیسیون عمران مجلس، «اشتباه اپراتور CTC، قطع ارتباط رادیویی و نبود عامل حفاظتی برای جلوگیری از آتش‌گرفتن بین خطوط» را، مقصر دانست و مدیرعامل راه‌آهن همان روز استعفا داد. شرکت راه‌آهن متعهد شد که سامانهٔ کنترل خودکار قطار اروپایی (ETCS) را، تا سال ۱۴۰۰ در مسیر تهران–مشهد نصب کند.
این سانحه، ۴۷ کشته (از جمله هفت کودک) و ۱۰۳ زخمی بر جای گذاشت؛ خانواده‌ها به دریافت دیه دولتی بسنده نکردند و یک شکایت مدنی مطرح کردند. در پی این حادثه، وزارت راه، دستورالعمل «حداقل دو کانال ارتباط مستقل» و نصب ریل حفاظتی ضدحریق در بلاک‌های پرترافیک را ابلاغ کرد؛ برطبق گزارش سال ۱۳۹۸، ۶۵ درصد این الزامات اجرا شده است.

## فروریختن ساختمان پلاسکو

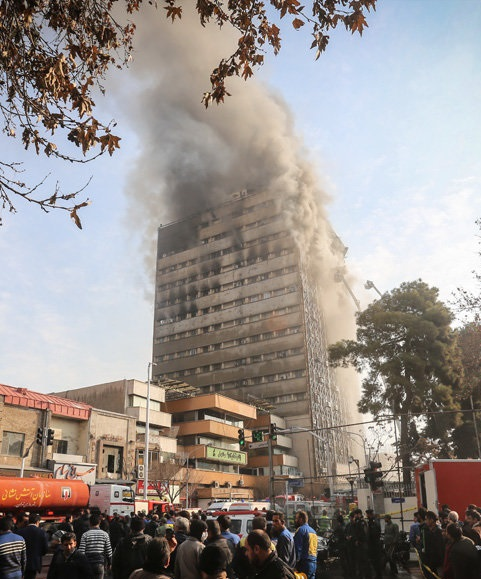
ریزش ساختمان پلاسکو

در ۳۰ دی ۱۳۹۵ – آتش‌سوزی ساختمان پلاسکو، در برج ۱۷ طبقه‌ای ۵۴ ساله در تقاطع خیابان جمهوری و چهارراه لولهنگر بوجود آمد. آتش در حوالی ساعت ۷:۵۹ صبح ۳۰ دی ۱۳۹۵، از انبار پوشاک طبقه دهم آغاز شد. سیستم اعلام حریق ساختمان، سال‌ها خاموش بود و سیستم حفاظتی اطفای حریق داخلی، فشار کافی نداشتند؛ شعله در میان لباس‌های نایلونی به‌سرعت گسترش یافت و دود سیاهی از پنجره‌ها بیرون زد. آتش‌نشانانِ ایستگاه‌های مرکزی تهران، رأس ساعت ۸:۰۷ به محل رسیدند، اما آسانسور باری از کار افتاده بود و راه‌پله هم سیستم تخلیه دود نداشت؛ به ناچار، شیلنگ‌ها از بیرون آویخته شدند. پس از دو ساعت عملیات مداوم، شعله‌ها مهار شده به نظر می‌رسیدند، اما گرمای نهفته در سقف کاذب طبقات میانی، دوباره جان گرفت و بدنبال آن، اسکلت فولادیِ فاقد پوشش ضدحریق، تضعیف شد. در ساعت ۱۰:۳۰، بخشی از ساختمان فروریخت و در ساعت ۱۱:۳۳، کل ساختمان، در کمتر از ده ثانیه، مانند کارتِ بازی فروپاشید؛ شانزده آتش‌نشان و شش کسبه زیر آوار جان باختند و ۲۳۵ نفر زخمی شدند.
هیئت ویژهٔ رئیس‌جمهور، در گزارش ۳۵۰صفحه‌ای خود (فروردین ۱۳۹۶)، ۲۲ نهاد از شهرداری و سازمان آتش‌نشانی گرفته تا وزارت کار و بنیاد مستضعفان (مالک ساختمان) را، در رده‌های مختلف مقصر دانست و «نبود راه‌گریز دود، قطع سیستم حسگر و نگهداری کالای پرخطر در طبقات فوقانی» را، جزوعوامل کلیدی دانست. این حادثه، ۵۶۰ واحد تجاری را نابود کرد و خسارتی معادل ۲۵۰ میلیون دلار به بازار پوشاک تهران زد. پیامد فوری این حادثه، تدوین «سامانهٔ پایش ساختمان‌های پرخطر» بود که قرار است فهرست بناهای فاقد ایمنی سازه‌ای و اعلام حریق را، در اختیار عموم بگذارد؛ هرچند گزارش شورای شهر در ۱۴۰۲ نشان داد که تنها ۴۷ درصد از ساختمان‌های مشمول، به‌روزرسانی اطلاعات را تکمیل کرده‌اند.

## انفجار پالایشگاه نفت تهران (تندگویان)
۵ آبان ۱۳۹۶ – در ساعت ۱۶:۴۵ روز ۵ آبان ۱۳۹۶، در واحد هیدروکراکینگ (HCU) پالایشگاه شهید، در تندگویان شهر ری، نشت هیدروکربن سبک از فلرویِلِ پمپ «P-302»، به حوضچه جمع‌آوری سرریزش رسید و بخار اشتعال‌پذیر، در هوای داغ محوطه تجمع یافت. جرقه‌ای از تابلو معیوب تغذیه، این ابر بخار را شعله‌ور کرد؛ آتش از کف تأسیسات بالا کشید و ظرف مدت سه دقیقه، مبدل حرارتی E-105 را دربر گرفت. سوپاپ اطمینان مخزن رآکتور که شش ماه پیش صدای غیرعادی داده بود ولی تعویض نشده بود، در فشار ۴۹ «بار» قفل شد و انفجار ثانویه، تا شعاع ۸۰ متری را دربر گرفت. سامانهٔ فوم خودکار، با تأخیر ۹ دقیقه‌ای فعال شد و نیروهای آتش‌نشانی، فقط در ساعت ۱۹ موفق به سرد کردن رآکتور شدند.
در این حادثه، ۶ کارگر پیمانکار جان باختند و ۱۲ نفر، عمدتاً با سوختگی درجه دو و سه، به بیمارستان شهید مطهری منتقل شدند. سازمان محیط زیست، ۳۴۰ تُن آلایندهٔ فرار (VOC) را در جوّ منطقه ثبت کرد. پالایشگاه برای ۴۸ ساعت از مدار خارج شد و تولید بنزین کشور، به‌طور متوسط ۸ درصد کاهش یافت؛ شرکت ملی پخش فراورده‌ها، برای جبران، ذخایر راهبردی انبار ری را آزاد کرد. دادسرای ویژهٔ جرائم کارکنان دولت، مدیر ایمنی شیفت را به پرداخت ۱٫۲ میلیارد تومان جزای نقدی محکوم و دستور داد همهٔ سوپاپ‌های اطمینانِ واحد HCU، ظرف شصت روز تعویض شوند. گزارش نهایی کمیتهٔ فنی، «بی‌توجهی به صدای فلرویِل، معیوب بودن سوپاپ و نقص بازبینی دوره‌ای سیستم فوم» را، حلقه‌های اصلی زنجیره ای این حادثه دانست.

## غرق نفتکش «سانچی»
۱۶ دی ۱۳۹۶ – در نیمه‌شب ۱۶ دی ۱۳۹۶، نفتکش «سانچی»، حامل ۱۱۱ هزار تُن مایعات گازی پارس جنوبی، دارای پرچم پاناما، در ۲۹۰ کیلومتری شرق شانگهای، با کشتی حمل کالای چینی «سی‌اف کریستال» برخورد کرد. هر دو کشتی، بنا به داده‌های راداری، سامانهٔ موقعیت‌یاب خودکار (AIS) را ساعتی پیش خاموش کرده بودند تا مسیر و سرعتشان آشکار نباشد؛ به همین دلیل، افسران ترافیک دریایی، اخطاری برای برخورد دریافت نکردند. ضربه وارده، مخزن مایعات سبک «سانچی» را شکافت و حریق شدیدی پدیدآورد که دمای آن به بالای ۱٫۵۰۰ درجه رسید و امکان نزدیکی یدک‌کش‌های اطفای حریق را تا سه روز سلب کرد؛ دود سمی بوجود آمده، تا سواحل ژجیانگ پیش رفت.
گارد ساحلی چین، نخستین شناور امداد را ۴ ساعت بعد اعزام کرد و هلیکوپتر نجات، تنها جسد سه خدمه را بازیافت. کمیتهٔ مشترک ایران–چین، پس از شش ماه تحقیق اعلام کرد «قطع دوطرفهٔ AIS، ارتباط رادیویی مبهم و اعلام دیرهنگام موقعیت اضطراری»، حلقه‌های اصلی فاجعه بوده‌اند، اما بازخوانی جعبه‌سیاه کشتی به دلیل سوختگی شدید، فقط ۵۰ درصد از داده‌ها را بازیابی کرد و ابهامات مسیر حرکت نهایی کشتی، پابرجا ماندند. ۳۲ ملوان ایرانی مفقود و رسماً «جان‌باخته» اعلام شدند؛ دیهٔ هر خدمه معادل ۷۵۰ هزار دلار تعیین شد و دادگاه دریایی شانگهای، شرکت ملی نفتکش ایران را به پرداخت مجموعاً ۴۵ میلیون دلار غرامت، به مالکان کشتی چینی و خانواده‌های قربانیان محکوم کرد.

## سرنگونی پرواز ۷۵۲ اوکراین
۱۸ دی ۱۳۹۸ – در بامداد ۱۸ دی ۱۳۹۸، تنها دقایقی پس از پرواز بوئینگ ۷۳۷–۸۰۰ خطوط اوکراین، پرواز (PS752) از فرودگاه امام خمینی، سامانهٔ پدافندی Tor-M1 مستقر در بخش شرق تهران، این هواپیما را با موشک کروز دشمن اشتباه گرفت. رادار پرتابگر، بنا بر گزارش نهایی سازمان هواپیمایی کشوری و هیئت ایمنی حمل‌ونقل کانادا، ۲۸ درجه به سمت غرب جابه‌جا شده بود و جریان دادهٔ همزمان با مرکز فرماندهی قطع بود؛ در نتیجه، اپراتور، بدون دریافت تأییدیهٔ «Engage»، دو موشک 9M330 شلیک کرد. جت مسافربری در ارتفاع ۸۰۰۰ پایی آتش گرفت و هفتاد ثانیه بعد، در حوالی پرند متلاشی شد؛ همهٔ ۱۷۶ سرنشین که شامل شهروندان ایران، کانادا، اوکراین، سوئد و بریتانیا بودند، جان باختند.
سه روز پس از این حادثه، ستاد کل نیروهای مسلح ایران در یک بیانیه تلویزیونی، «شلیک خطای انسانی» را پذیرفت. پس از نخستین اعتراف رسمی ارتش و بدنبال ردّ اولیهٔ فرضیهٔ موشک توسط مقام‌های هواپیمایی، چهار کشور متضرر، با تشکیل «گروه هماهنگی و پاسخ»، خواستار غرامتی معادل ۱٫۱ میلیارد دلار شدند که پرونده آن در دادگاه بین‌المللی دادگستری در دست بررسی است. مجلس ایران در سال ۱۴۰۰، قانون «حمایت از خانواده‌های قربانیان پرواز ۷۵۲» را تصویب کرد، اما خانواده‌ها، دریافت غرامت کامل را به پذیرش مسئولیت نهادی و محاکمهٔ فرماندهان مشروط کرده‌اند. دادگاه نظامی تهران، از دی ۱۴۰۱ در جریان است؛ تاکنون ۱۰ نظامی متهم شده‌اند، ولی جزئیات جلسات علنی نشده است. سانحهٔ PS752، به‌عنوان نخستین سرنگونی شناخته‌شدهٔ هواپیمای غیرنظامی با سامانهٔ Tor-M1، سازمان بین‌المللی هوانوردی (ایکائو) را بر آن داشت تا دستورالعمل تازه‌ای، برای «بستن آسمان در طی عملیات موشکی» تدوین کند.

## انفجار تأسیسات نظامی در پارچین
۶ تیر ۱۳۹۹ – در شامگاه ۶ تیر ۱۳۹۹، در بخش تولید سوخت جامد مجتمع نظامی پارچین، موتور آزمایشی سوختِ مرکب، در محوطهٔ روبازی آمادهٔ «تست آمادگی» بود. به دلیل نقص در آب‌بندی، بخار داغِ پودر آلومینیوم-پلی‌بوتادین، به بیرون نشت کرد؛ هوای شرجی تابستان، یک لایهٔ رسانایی از رطوبت بر قسمت اتصال ایجاد کرد و جرقهٔ استاتیک، درست در هنگام شمارش معکوس، مخزن سوخت را مشتعل کرد. سامانهٔ فوم خشک خاموش بود و به‌دلیل کاهش در هزینه‌ها، تیم اطفای حریق در این حادثه، تنها در نوبت روزانه خود حضور داشت؛ شعله در کمتر از دو دقیقه به سالن تست مجاور سرایت کرد و انفجار ثانویه، سقف بتنی سالن شمارهٔ ۲ را فرو ریخت.
طبق گزارش محرمانه‌ای که کمیسیون امنیت ملی مجلس دریافت کرد، «غیرفعال بودن سیستم فوم و برنامه‌ریزی آزمون در شیفت شب بدون وجود تیم امداد» مهم‌ترین قصورات این حادثه بودند؛ با این حال، نتیجهٔ نهایی هرگز علنی نشد. این حادثه، چهار کارشناس فنی را به کام مرگ برد و دو سالن آزمایش به‌طور کامل تخریب شد، برنامهٔ تست موتور نسل جدید برای سوخت جامد را نزدیک به شش ماه عقب انداخت و هزینه‌ای حدود ۶۵ میلیارد تومان بر جای گذاشت.

## انفجار و آتش‌سوزی کلینیک «سینا اطهر»
۱۰ تیر ۱۳۹۹ – در ساعت ۲۰:۵۵ دهم تیر ۱۳۹۹، کلینیک درمانی «سینا اطهر» در خیابان شریعتی تهران، با صدای انفجار مهیبی لرزید: بوجود آمدن یک اتصال برق در تابلوی برقِ زیرزمین، باعث تولید جرقه‌ای در محفظه آغشته به بخار اکسیژن پرفشار شد. کپسول‌های O₂، برخلاف آیین‌نامهٔ وزارت بهداشت، در فضای زیرپله و بدون داشتن تهویه انبار شده و کفِ سرامیکی آن، رسانای استاتیک بود؛ شعلهٔ نخست در ظرف چند ثانیه، به اتاق لیزر در طبقهٔ همکف سرایت کرد و دمای محوطه به ۹۰۰ درجه رسید. دود غلیظی، راه‌پلهٔ باریک را مسدود کرد و بیماران بخش جراحی زیبایی، در طبقهٔ دوم گرفتار شدند. مأموران آتش‌نشانی ایستگاه‌های بهارلو و قلهک، پس از مدت ۸ دقیقه رسیدند، اما بالابر هیدرولیکی، به‌دلیل وجود خطوط برق هوایی، نمی‌توانست نزدیک شود؛ ۱۰ نفر از طریق پنجره، در پشت‌بام مجاور پناه گرفتند، اما نوزده تن، شامل چند پرستار و دو پزشک، در اثر سوختگی و استنشاق گازهای سمی جان باختند و شش نفر دیگر مصدوم شدند.
دادسرای جرائم پزشکی، مدیرعامل کلینیک را به پنج سال حبس و پرداخت دیه محکوم کرد و شش اتاق عمل، با حکم قضایی پلمب شد. وزارت بهداشت در پی این حادثه، «آیین‌نامهٔ گازهای پزشکی» را بازنگری کرد؛ از بهمن ۱۳۹۹، بیمارستان‌ها ملزم‌اند سیستم پایش فشار و حسگر نشت اکسیژن نصب کنند و کپسول‌ها را تنها در اتاق مخصوص، با کف آنتی‌استاتیک نگه دارند. بازرسی مشترک سازمان آتش‌نشانی و دانشگاه علوم پزشکی تهران نشان داد که تا آذر ۱۴۰۰، نزدیک به ۷۰٪ مراکز جراحی تهران، این استانداردها را اجرا کرده‌اند.

## انفجار کارگاه سانتریفیوژ نطنز
۱۲ تیر ۱۳۹۹ – در ۱۲ تیر ۱۳۹۹، حوالی ساعت ۲:۱۰ بامداد، انفجار قدرتمندی، سالن مونتاژ سانتریفوژهای پیشرفته IR-6 در مجتمع هسته‌ای نطنز را لرزاند. تحقیقات بعدی سازمان انرژی اتمی نشان داد، در مسیر کابل ۸۸۰ ولتِ تغذیه ترانس‌های اصلی، یک بستهٔ انفجاری زمان دار جاسازی شده بود؛ این انفجار، نخست ترانس‌ها را از جای کند، جرقه به روغن خنک‌کننده پاشید و شعلهٔ ثانویه، اتاق را به یک کوره تبدیل کرد. نبود دیوار انفجاری میان ترانس‌ها و ضعف نظارت فیزیکی در شیفت شب، باعث شد که آتش ظرف چند دقیقه، به سالن مونتاژ سرایت کند و سقف ساخته شده از ساندویچ آلومینیومی را فروریزد.
سخنگوی سازمان انرژی اتمی، بامداد روز بعد، این حادثه را «خرابکاری هدفمند» خواند. با تصمیم شورای عالی امنیت ملی، خط تولید سانتریفیوژهای IR-6، بیک تالار زیرزمینی، بعمق ۶۰ متر منتقل شد و تیم حفاظت فیزیکی نطنز، تجدید ساختار یافت. برآوردها، حکایت از خسارتی فراتر از ۲۰۰ میلیون دلار داشت؛ ۷۲ سانتریفوژ مونتاژشده و ده‌ها دستگاه آزمون توازن، نابود شدند و برنامهٔ توسعهٔ سری IR-6، در حدود ۹ ماه عقب افتاد. این حادثه، همچنین ایالات متحده و اتحادیه اروپا را به درخواست دسترسی فوری آژانس بین‌المللی انرژی اتمی به بخش‌های تخریب‌شده واداشت، در حالی که گزارش شفاهی آژانس (اوت ۲۰۲۰) انفجار را تأیید ولی جزئیات فنی آن را طبقه‌بندی کرد.

## فرو ریختن برج متروپل آبادان
۲ خرداد ۱۴۰۱ – در ۲ خرداد ۱۴۰۱، در ساعت ۱۲:۳۴ ظهر، نیم‌بلوک غربی برج دوقلوی «متروپل» در خیابان امیری آبادان، ناگهان فرو ریخت. طرح اولیهٔ ساختمان برای شش طبقه بود، اما در طی دو مرحله، بدون استحکام‌بندی شمع‌ها و ستون‌ها، به ۱۰ طبقه افزایش یافت؛ آزمایش‌های غیرمخرب نشان می‌داد که مقاومت بتنِ سقف‌های میانی زیر ۱۸ مگاپاسکال است، با این حال، سه گزارش رسمیِ تخلف (۱۳۹۶، ۱۳۹۸ و زمستان ۱۴۰۰) در شهرداری بثبت رسید و بایگانی شد. کمیسیون عمران مجلس، بعداً فاش کرد که مالک پروژه، حسین عبدالباقی، با پرداخت رشوه، پروانهٔ الحاق طبقات را دریافت کرده است. در هنگام این حادثه، ۷۸ کارگر و کارمند در طبقات این ساختمان فعال بودند؛ ریزش ناگهانی، سازهٔ همجوار و پیاده‌رو شلوغ آنرا هم دربر گرفت.
عملیات آواربرداری ۱۱ روز طول کشید؛ برطبق آمار رسمی، ۴۳ کشته و بیش از ۳۷۰ زخمی (۶۹ نفر بستری) اعلام شد، ولی شاهدان عینی از اجساد مدفون‌شدهٔ بیشتری خبر دادند. دادستان خوزستان، ۱۳ نفر و از جمله، شهردار وقت و سه ناظر نظام مهندسی را بازداشت کرد و کمیسیون اصل نود مجلس هم، موضوع «قاچاق مواد و سازه» را به تحقیق گذاشت. فرو ریختن ساختمان متروپل، باعث جرقهٔ موج اعتراضات محلی شد؛ مردم شعارهایی علیه فساد ساخت‌وساز سردادند و قطع اینترنت به‌مدت سه روز گزارش شد. هیئت ویژهٔ دولت، در گزارش شهریور ۱۴۰۱ خود، «فرهنگ نظارت بر فروخته‌شده» را، یک عامل ریشه‌ای دانست و الزام به ایجاد سامانه ای برای خط کنترل سازه‌های در دست ساخت را توصیه کرد، ولی تا پایان ۱۴۰۳، این سامانه، به‌طور کامل در دسترس عموم قرار نگرفت.

## سقوط بالگرد ریاست‌جمهوری
۳۰ اردیبهشت ۱۴۰۳ – در ۳۰ اردیبهشت ۱۴۰۳، رئیس‌جمهور ابراهیم رئیسی، پس از افتتاح سد خداآفرین، سوار بالگرد Bell-212 شماره «۶–۳۰۱» به مقصد تبریز شد؛ دو بالگرد دیگر کاروان را همراهی می‌کردند. در حوالی ساعت ۱۴:۴۸ و بر فراز ارتفاعات میشو، مه غلیظی با دید افقی زیر ۵۰ متر حاکم بود، اما خلبان به پرواز VFR ادامه داد. برطبق گزارش مقدماتی ستاد کل، سیستم GPS و ترانسپوندر ثانویه بالگرد، از یک هفته پیش دچار اختلال بود و هنوز جایگزین نشده بود؛ این نقیصه در کنار اضافه‌وزن دو سرنشین، حاشیهٔ توان بالگرد را کاهش داد. هواگرد در برخورد با شیب جنوب‌شرقی قلهٔ «کلاشین» متلاشی شد و توربین چپ «وستینگهاوس» آن جدا گشت؛ مخزن سوخت شعله‌ور شد و آتش گسترده شده در مه، عملیات نجات را دشوارتر کرد.

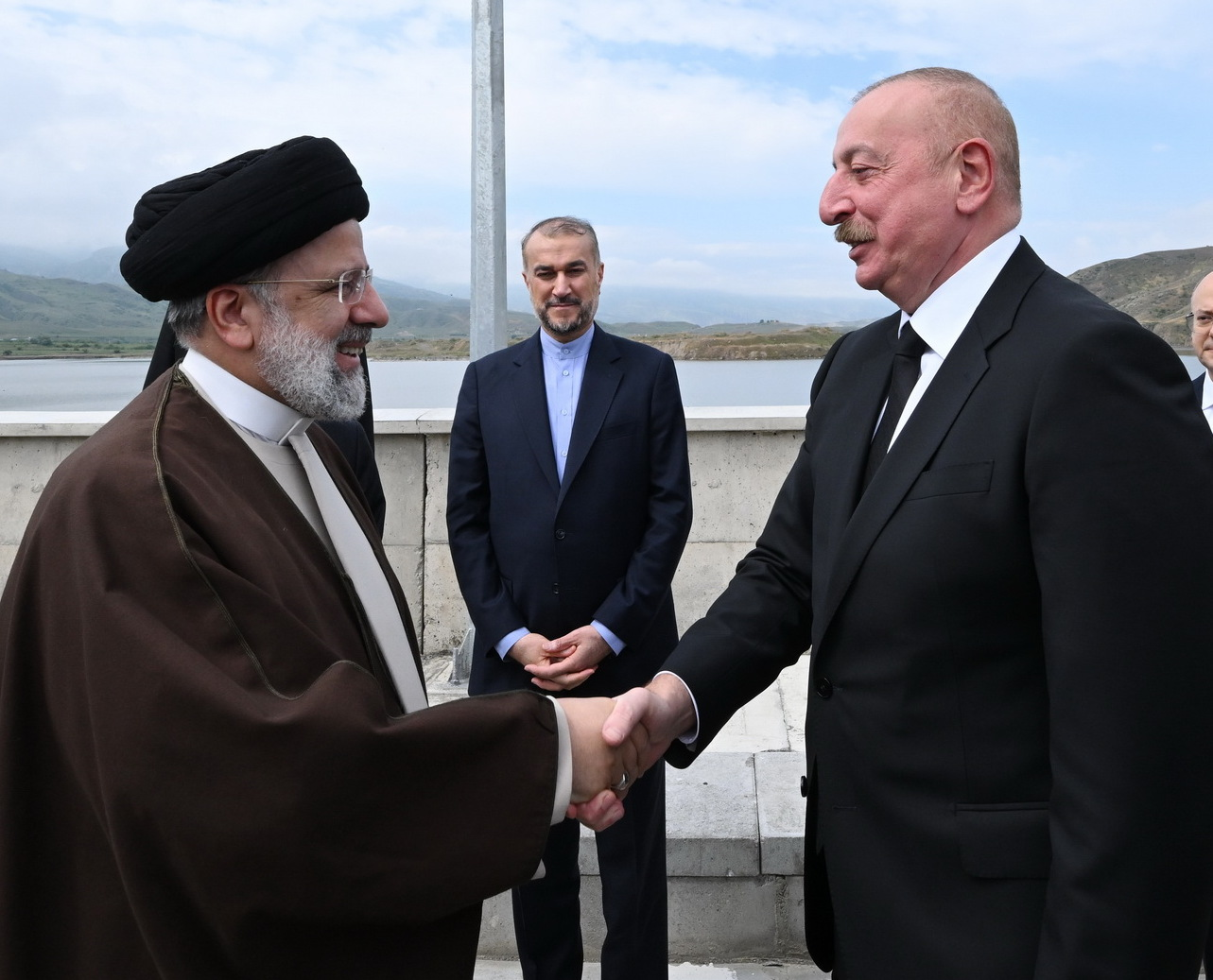
رئیسی به همراه علی‌اف در مرز ایران–آذربایجان در روز حادثه.

هیئت بررسی مشترک ارتش و سپاه اعلام کرد که «فرسودگی ۴۳سالهٔ بدنه، نقص سامانهٔ ناوبری و تصمیم خلبان به ادامهٔ پرواز بصری در هوای IFR»»، سه علتِ زنجیره‌ای این حادثه بوده‌اند. جعبه‌داده‌های پرواز، به‌دلیل استاندارد قدیمی آن، فقط پارامترهای موتور را ذخیره کرد و اطلاعات موقعیت، به‌طور دقیق ثبت نشده بود. این سانحه هشت کشته برجای گذاشت: رئیس‌جمهور، وزیر امور خارجه، استاندار آذربایجان شرقی، دو محافظ و سه خدمه. سه بالگرد امدادی هلال‌احمر، پس از ۵۰ دقیقه، با هدایت تلفنی یک چوپان محلّی، جسدها را یافتند.
مرگ رئیس‌جمهور، بحرانی برای جانشینی فوری وی پدیدآورد؛ طبق اصل ۱۳۱ قانون اساسی، معاون اول، سرپرستی دولت را عهده‌دار شد و شورای نگهبان، انتخابات زودهنگام ریاست‌جمهوری را برای ۲۸ تیر ۱۴۰۳ فراخواند. گزارش مجلس شورای اسلامی که در بهمن ۱۴۰۳ منتشر شد، وزارت دفاع را ملزم کرد که همهٔ بالگردهای Bell-212 دولتی را یا بازنشسته کند یا به‌روزرسانی اجباری در مورد آویونیک و ترانسپوندر انجام دهد.

## انفجار بندر شهید رجایی در بندرعباس
۶ اردیبهشت ۱۴۰۴ – در ۶ اردیبهشت ۱۴۰۴، در حوالی ساعت ۱۰:۲۰ صبح، در اسکلهٔ «سینا» در بندر شهید رجایی که بزرگ‌ترین پایانهٔ کانتینری ایران است، یک کانتینر حاوی ۲۴ تُن نیترات آمونیوم، بخاطر وجود دمای محیطی ۵۳ درجهٔ سانتی‌گراد، دچار افزایش گرمای شدیدی شد. مواد اکسیدکنندهٔ موشکی (پِرکلرات آمونیوم) و بشکه‌های اسید هیدروکلریک نیز، بدون هیچ جداسازی استانداردی، در مجاورت همان قسمت قرار داشتند؛ حسگرهای اعلام حریق که از زمستان ۱۴۰۲، به‌علت قطع بودجه کالیبراسیون، غیرفعال شده بودند، هیچ هشداری صادر نکردند. نخستین انفجار، جرثقیل شمارهٔ ۱۲ را از جا کند و در اثر موج شوک بوجود آمده، سه کانتینر دیگر به آب افتادند. آتش در کمتر از هشت دقیقه به انبار روباز مواد شیمیایی سرایت کرد و دومین انفجار بزرگ در ۱۰:۳۳، سکوی تخلیه را ویران کرد؛ دود نارنجی‌رنگی تا ارتفاع ۸۰۰ متر بالا رفت که تصاویر آن، در شبکه‌های اجتماعی دست‌به‌دست شد.
سازمان بنادر و دریانوردی، سه مدیر عملیاتی را تعلیق کرد و برای جلوگیری از انفجارهای زنجیره‌ای، تمام ترافیک کانتینری به اسکلهٔ شهید حقانی منتقل شد؛ این اختلال ده‌روزه، باعث ایجاد صف ۲۸ کشتی در لنگرگاه خارجی شد و هزینهٔ روزانهٔ تأخیر، به ۱۱ میلیون دلار رسید. به گفتهٔ دانشگاه علوم پزشکی هرمزگان، این انفجار دست‌کم ۲۸ کشته و بیش از ۱۰۰۰ زخمی بر جای گذاشت و ۱۴۵ نفر، دچار مسمومیت تنفسی ناشی از ابر اکسیدهای نیتروژن شدند. اتحادیهٔ بیمه‌گران دریایی لویدز، نرخ بیمهٔ محموله در خلیج فارس را ۵ درصد افزایش داد و خطوط کشتیرانی کره‌ای و ژاپنی، رزرو در بندر رجایی را موقتاً تعلیق کردند. برآورد اولیهٔ خسارت لجستیکی، شامل جرثقیل‌های سوخته، انبار کالا و توقف عملیات، در حدود ۸۰۰ میلیون دلار اعلام شد.
گزارش مقدماتی کارگروه ایمنی سازمان بنادر، منتشر شده در ۲۹ اردیبهشت، «نگه‌داری همزمان مادهٔ اکسیدکننده، عامل کاهنده و اسید قوی در فضای روباز، غیرفعال بودن حسگرهای حریق و نقض آشکار آیین‌نامهٔ HSE بندری» را علت اصلی این حادثه دانست و توصیه کرد که سامانهٔ پایش دمای کانتینرها، با دوربینهای حرارتی مجهز شده و ظرف شش ماه نصب شوند.